# Amonoxidare
În chimia organică, amonoxidarea este o reacție de obținere a nitrililor (R-C≡N) folosind amoniac (NH3) și oxigen (O2). Adesea, reacția utilizează ca substrat diverse alchene.
{\displaystyle \mathrm {R{-}CH_{3}\ +\ NH_{3}\ +\ 1{,}5\ O_{2}\xrightarrow {\Delta T,Cat} \ R{-}CN\ +\ 3\ H_{2}O} }
În acest mod se produc anual câteva milioane de tone de acrilonitril:
{\displaystyle {\ce {CH3CH=CH2 + 3/2 O2 + NH3 -> N#CCH=CH2 + 3 H2O}}}